# Tour de France de 1968
O Tour de France 1968 foi a 55º Volta a França, teve início no dia 27 de Junho e concluiu-se em 21 de Julho de 1968. A corrida foi composta por 22 etapas, no total mais de 4684,8 km, foram percorridos com uma média de 34,894 km/h.

## Resultados

### Classificação geral
| Pos | Nome                | País          | Tempo        |
| --- | ------------------- | ------------- | ------------ |
| 1   | Jan Janssen         | Países Baixos | 133h 49' 42" |
| 2   | Herman Van Springel | Bélgica       | 38"          |
| 3   | Ferdinand Bracke    | Bélgica       | 3' 03"       |
| 4   | Gregorio San Miguel | Espanha       | 3' 17"       |
| 5   | Roger Pingeon       | França        | 3' 29"       |
| 6   | Rolf Wolfshohl      | Alemanha      | 3' 46"       |
| 7   | Lucien Aimar        | França        | 4' 44"       |
| 8   | Franco Bitossi      | Itália        | 4' 59"       |
| 9   | Andres Gandarias    | Espanha       | 5' 05"       |
| 10  | Ugo Colombo         | Itália        | 7' 55"       |